# Катрин Фруелунд
Катрин Фруелунд (дан. Katrine Fruelund; нар. 12 липня 1978 року, Раннерс) — данська гандболістка, ліва напівсередня, дворазова олімпійська чемпіонка (2000 і 2004), чемпіонка світу (2002).

## Біографія
К.Фруеленд — вихованка шкіл клубів «Воруп» та «Раннерс». Кар'єру професійно почала у клубі «Віборг», з яким з 1999 по 2005 роки виступала в чемпіонаті Данії і завоювала п'ять чемпіонських титулів.
У 2005 році перебралася в Бундеслігу до німецького «Лейпцигу». А звідки повернулася через рік у «Раннерс». Влітку 2012 року призупинила кар'єру на час вагітності. Після народження доньки у лютому 2013 року повернулася у великий гандбол у липні 2013 року.
У збірній зіграла 184 гри і забила 570 голів (дебют 24 жовтня 1997 року), виграла двічі Олімпійські ігри у 2000 та 2004 роках (у фіналі Олімпіади 2004 забила 15 голів) та чемпіонат Європи 2002 року.

## Досягнення

### Клубні
- Чемпіонка Данії: 2000, 2001, 2002, 2004, 2012
- Володарка Кубка Данії: 2003
- Чемпіонка Німеччини: 2006
- Володарка Кубка Німеччини: 2006
- Переможниця Кубка Кубків: 2004, 2010
- Фіналістка Ліги чемпіонів: 2001

### У збірній
- Чемпіонка Європи: 2002
- Віце-чемпіонка Європи: 1998
- Олімпійська чемпіонка: 2000 і 2004